# Cour-Cheverny (Weinbaugebiet)
Das Weinbaugebiet Cour-Cherverny ist Teil der großen Weinbauregion Loire. Die am Übergang zwischen der Touraine und der Region Centre liegende Appellation verfügt seit dem 24. März 1993 über den Status einer Appellation d’Origine Contrôlée. Auf 41 ha anerkannter Rebfläche werden ca. 2.000 Hektoliter eines strohgelben, trockenen Weißweins hergestellt.
Das Gebiet liegt südlich der Stadt Blois, jedoch auf der orographisch linken Seite der Loire. Das Anbaugebiet überschneidet sich zum Teil mit der weiter gefassten Appellation Cheverny. Außerdem ist das Anbaugebiet Montlouis-sur-Loire nur einige Kilometer entfernt. Auch Schloss Chambord liegt nur unweit vom Anbaugebiet entfernt.
Zugelassene Rebflächen liegen in den elf Gemeinden Cellettes, Cheverny, Chétenay, Comeray, Cour-Cheverny (namensgebende Gemeinde), Huisseau-sur-Cosson, Montlivault, Mont-près-Chambord, Saint-Claude-de-Diray, Tour-en-Sologne und Vineuil. Im Norden ist das Gebiet von der Loire begrenzt. Im Süden schließt der große Staatsforst Grande Sologne an.
In der Appellation werden ausschließlich Weißweine aus der Rebsorte Romorantin hergestellt. Die Anpflanzung geht auf François I. zurück, als er in Schloss Romorantin residierte. Im Jahr 1519 ließ er 80.000 Rebstöcke mit dem Namen Dannery aus dem Burgund kommen. Die Sorte wurde jedoch lokal nur Romorantin genannt; ein Name, der sich bis heute gehalten hat. Dieser Wein ist somit eine seltene lokale Spezialität. Er erinnert in seinem Bouquet an Äpfel und/oder Birnen. Der Wein kann einige Jahre gelagert werden und gewinnt dabei an Qualität. Die optimale Trinktemperatur liegt bei 8–10 °C.
Vor der Vergärung der Weißweine muss der natürliche Mindestzuckergehalt des Mosts niedrige 145 g/l betragen (→ Mostgewicht), was einem Alkoholgehalt von 9,5 Volumenprozent im Wein entspricht. Falls in schlechten Jahren einer Chaptalisation zugestimmt wird, darf der Alkoholgehalt des fertig vergorenen Weines nicht 12,5 Vol.-% übersteigen. Die Erntebeschränkung liegt bei 60 Hektoliter/Hektar.